# Parafia Świętego Krzyża w Kielcach
Parafia Świętego Krzyża w Kielcach – parafia rzymskokatolicka w Kielcach. Należy do dekanatu Kielce-Północ w diecezji kieleckiej.

## Historia
W 1902 roku wybrano miejsce pod budowę kościoła, a w 1904 roku rozpoczęto budowę. 13 czerwca 1913 roku została erygowana parafia pw. Świętego Krzyża, a pierwszym proboszczem został ks. Stanisław Zapałowski. 25 lutego 1918 roku parafia została przekazana księżom  salezjanom, którzy w 1920 roku powołali oratorium. Budowa kościoła trwała z przerwami około 50 lat. 15 września 1963 roku bp Jan Jaroszewicz dokonał konsekracji kościoła.
Proboszczowie.
1913–1916. ks. Stanisław Zapałowski.
1916–1918. ks. Antoni Bożek.
1918–1922. ks. Jan Świerc.
1922–1925. ks. Antoni Symior.
1925–1933. ks. Antoni Guzik.
1933–1937. ks. Stanisław Łukaszewski.
1937. ks. Wiktor Zdrzałek.
1937–1942. ks. Wojciech Michałowicz.

## Zakony
Na terenie parafii znajdują się dwa zakony:
- Zgromadzenie Księży Salezjanów
- Zgromadzenie Sióstr Niepokalanek

## Księża posługujący w Parafii
Proboszcz
- ks. Wojciech Krawczyk, SDB, (od 2023)[2]

Wikariusz
- ks. dr Wojciech Gretka, SDB, (od 2023)[2]

Współpracownicy
- ks. Stanisław Zasada, SDB, (od 1998)
- ks. Ireneusz Macioł SDB (od 2021)[2]
- ks. Sławomir Zdoliński SDB (od 2021)[2]
- ks Tomasz Łach SDB (od 2023)[2]
- ks. Artur Siewarga (od 2023)[2]

Kapelan więziennictwa
- ks. Stanisław Saczka, SDB, (od 2012)

Dyrektor Oratorium
- ks. Karol Romankiewicz SDB (od 2020)[2][3]